# Delphinium pycnocentrum
Delphinium pycnocentrum är en ranunkelväxtart som beskrevs av Adrien René Franchet. Delphinium pycnocentrum ingår i släktet storriddarsporrar, och familjen ranunkelväxter. Inga underarter finns listade i Catalogue of Life.